# Дубовик (пам'ятка природи)
Дубови́к — ботанічна пам'ятка природи місцевого значення в Україні. Розташована в межах Ківерцівського району Волинської області, на північний захід від міста Ківерці. 
Площа 3,3 га. Статус присвоєно згідно з рішенням облвиконкому № 226 від 31 жовтня 1991 року. Перебуває у віданні ДП «Ківерцівське ЛГ» (Ківерцівське л-во, кв. 92, вид. 16). 
Статус присвоєно для збереження частини лісового масиву з високобонітетним насадженням дуба звичайного віком бл. 80 років, яка належить до лісового генофонду.

## Галерея

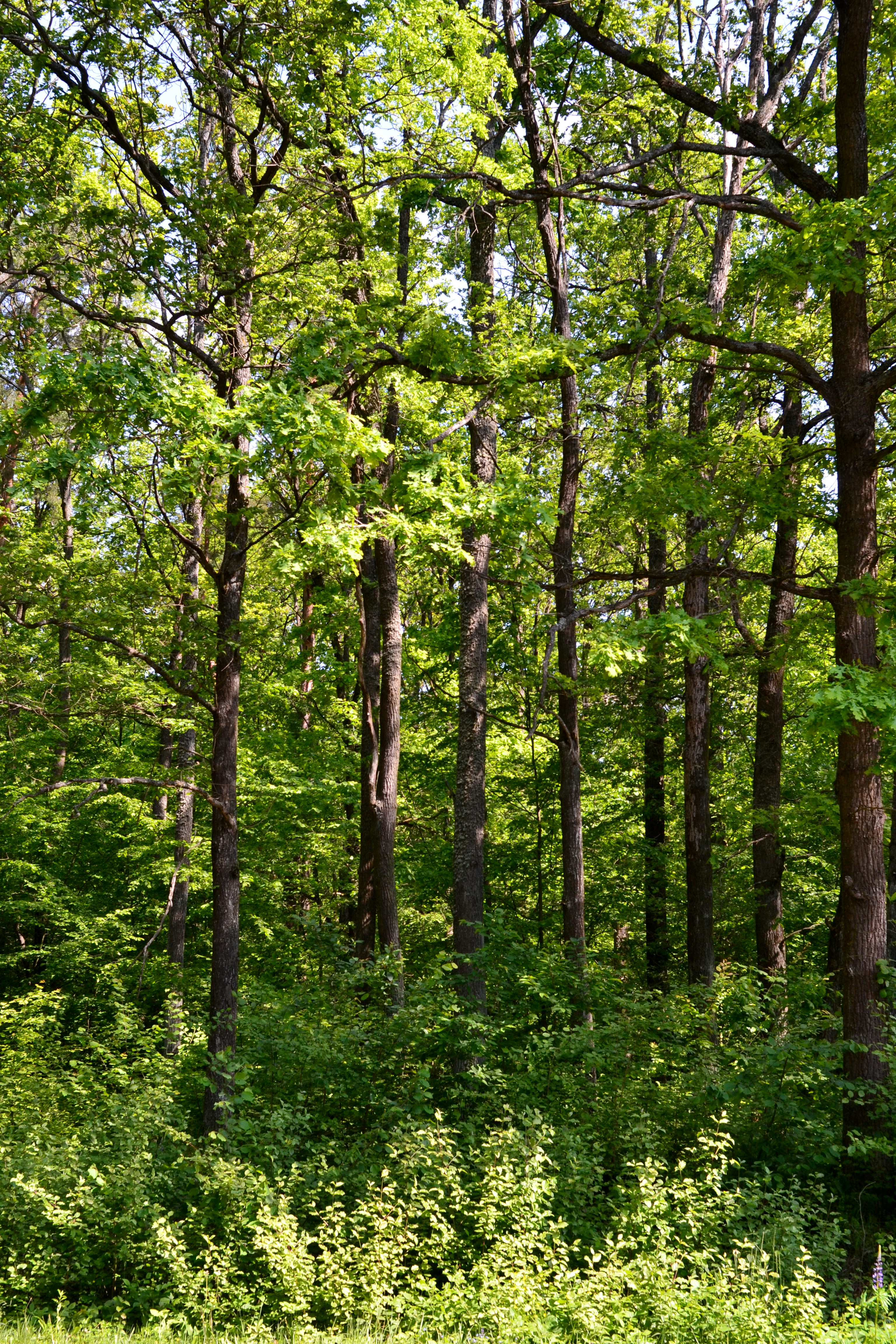
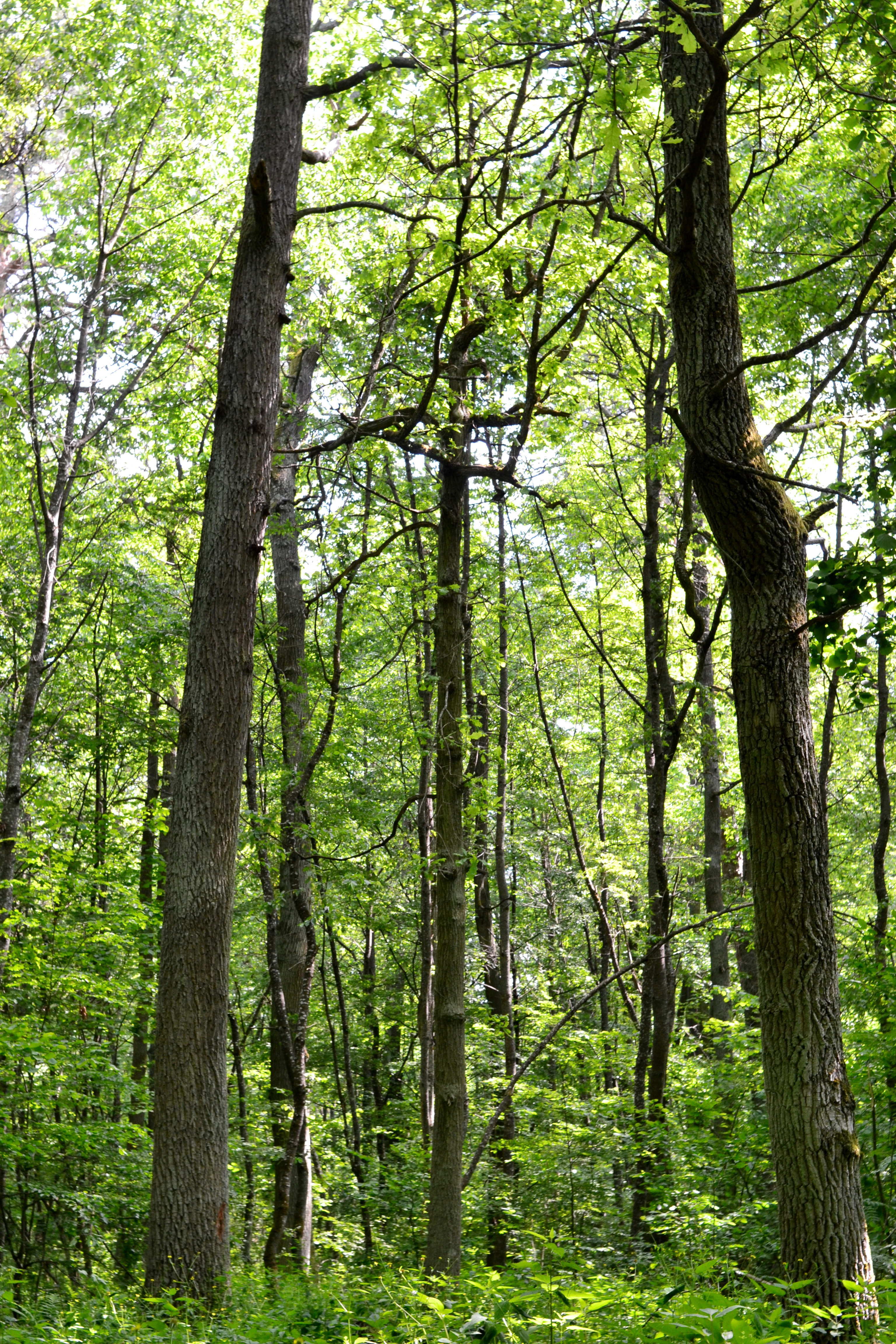
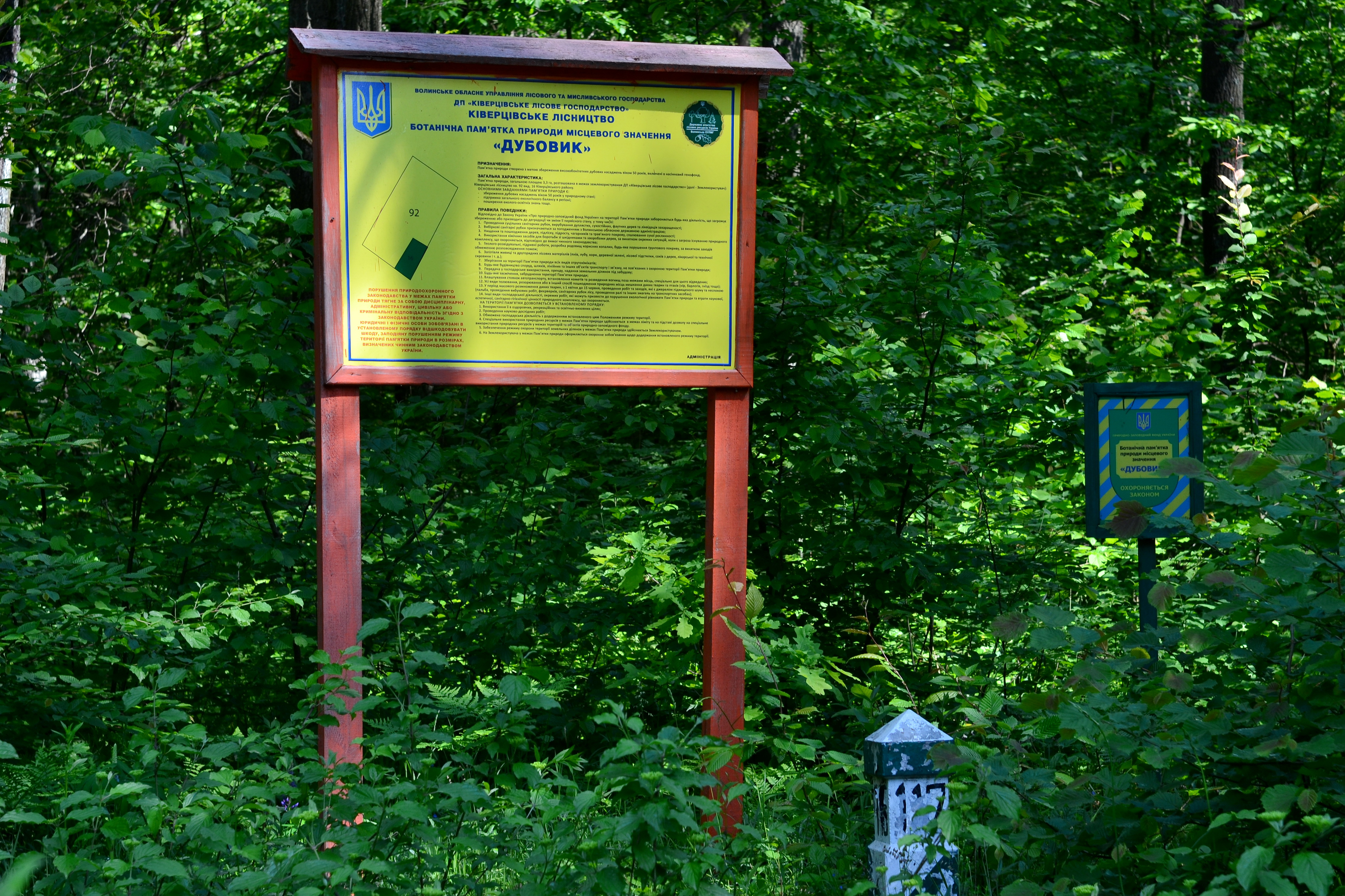